# 黎俊杰
黎俊杰（Lai Chun Kit，1982年3月3日－），生於香港，香港足球運動員，司職左後衛，現時效力[香港乙組聯賽][永高足球會]。

## 球員生涯
黎俊杰生於香港，於16歲便展開足球生涯，即於當時為頂級聯賽的甲組代表流浪亮相，而他首季更錄得入球，期間曾入選香港U17和U21代表隊青年軍，到2006年隨港會升班挑戰甲組，但結果上半季只有五分收獲，到下半季就連贏南華和愉園，惟只限兩場後一直都輸到季尾降班收場，到2017年11月12日他於對南華的聯賽，首次在足總正式賽事1場錄3助攻協助球會以3–2反勝。

## 球會榮譽
沙田
- 香港乙組聯賽冠軍（2008–09季度）

## 外部連結
- 香港足球總會網頁球員註冊資料（页面存档备份，存于）